# Павел Эмилий Лепид
Павел Эмилий Лепид или Луций Эмилий Лепид Павел (лат. Paullus Aemilius Lepidus или Lucius Aemilius Lepidus Paullus) — римский политический деятель из патрицианского рода Эмилиев, консул-суффект 34 года до н. э., цензор 22 года до н. э.

## Происхождение
Павел Эмилий принадлежал к знатному патрицианскому роду Эмилиев, который античные авторы относили к самым старым семействам Рима. Первый носитель когномена Лепид (Lepidus) достиг консульства в 285 году до н. э. Павел Эмилий был сыном Луция Эмилия Лепида Павла, консула 50 года до н. э., и племянником Марка Эмилия Лепида, члена Второго триумвирата.
Некоторые источники приписывают Павлу Эмилию преномен его отца — Луций.

## Биография
Первые упоминания о Павле Эмилии в сохранившихся источниках относятся к 43 году до н. э. Триумвиры (Марк Эмилий Лепид, Марк Антоний и Октавиан), введя войска в Рим, составили проскрипционные списки, в которых оказались в том числе имена Павла и его отца. Оба Эмилия смогли спастись и бежать на Восток, где Павел примкнул к Бруту и Кассию. Известно, что он возглавлял республиканцев на острове Крит, но после победы триумвиров при Филиппах перешёл на сторону Октавиана.
В 36 году до н. э. Павел был в ближайшем окружении Октавиана, воевавшего тогда с Секстом Помпеем. После одного из поражений он спасся бегством вместе с триумвиром, и его раб попытался убить Октавиана из мести за Павла-старшего. Каких-либо неприятных последствий для Лепида этот эпизод, по-видимому, не имел: уже в 34 году до н. э. Лепид получил должность консула-суффекта. Он принял полномочия 1 июля совместно с плебеем Гаем Меммием. Именно в качестве консула Павел освятил Эмилиеву базилику, строительство которой начал его отец; правда, в 14 году до н. э. базилика сгорела, и восстановил её Август.
Позже Лепид стал членом жреческой коллегии авгуров и управлял какой-то провинцией с полномочиями проконсула. В 22 году до н. э. он стал цензором вместе с Луцием Мунацием Планком (это были последние цензоры, избранные из частных лиц). По словам Веллея Патеркула, эта должность не принесла ни пользы Лепиду и Планку, ни славы государству: коллеги постоянно ссорились, и Павлу Эмилию не хватало «цензорской энергии». Люстр не был проведён.
После этих событий Павел Эмилий уже не упоминается в источниках.

## Семья
Павел Эмилий был женат на патрицианке Корнелии, чья мать, Скрибония, в одном из браков была женой Октавиана. Соответственно Корнелия была единоутробной сестрой единственного ребёнка Октавиана — Юлии Старшей. Она родила Павлу трёх детей: Марка Эмилия Лепида (консула 6 года), Луция Эмилия Лепида Павла (консула 1 года и мужа Юлии Младшей) и дочь (жену Луция Мунация Планка, консула 13 года). После ранней смерти Корнелии Лепид предположительно женился во второй раз — на Клавдии Марцелле Младшей, внучатой племяннице Августа. В этом браке родился ещё один сын, Павел Эмилий Регилл.